# Batalla de Hosn
La Batalla de Hosn fue una corta batalla acontecida el 20 de marzo de 2014, durante la Guerra Civil Siria, en el pueblo de Hosn y en su conocido castillo, el Crac de los Caballeros, Patrimonio de la Humanidad por la Unesco. En la batalla se enfrentaron las fuerzas leales al Presidente Bashar al-Asad y fuerzas rebeldes opositoras de ideología islamista. Tras varias horas de intensos combates, el Ejército expulsó a los rebeldes de la zona.

## Antecedentes
Los rebeldes controlaban el pueblo de Hosn y el castillo desde 2012. De acuerdo con los objetivos marcados para la Batalla de Qalamun, el gobierno buscaba capturar Hosn para cortar las líneas de suministros y de armas de los rebeldes con el Líbano y sellar definitivamente la frontera libanesa, así como asegurar la carretera entre Damasco y la costa mediterránea. En las montañas de Qalamun, pocos días antes de la batalla de Hosn, el gobierno había capturado varias zonas importantes, incluyendo la ciudad de Yabrud, punto importante de contrabando.
Para el día de los combates la mayoría de civiles habían huido, aunque el 21 de marzo se vieron a unas 50 personas, principalmente mujeres y niños, huir del pueblo.

## Desarrollo
Por la mañana del 20 de marzo, el combate empezó al alba con intensos bombardeos contra el castillo, donde se creía que residían 300 rebeldes, y contra el propio pueblo de Hosn. Según un activista de la oposición, el día anterior se había llegado a un acuerdo entre ambos bandos para permitir a los rebeldes un paso seguro hasta la frontera libanesa. El comandante militar que lideraba la operación, sin embargo, desmintió el acuerdo y aseguró que se habían negado a conceder a los rebeldes de la fortaleza un paso seguro. El Ejército, tras ver la retirada de los rebeldes, realizó un último esfuerzo para capturarla. Por su parte, otro activista de la oposición aseguró que el Ejército atacó a gente que huía de Hosn cerca de la frontera libanesa, dejando muchos muertos. A principios de la tarde, las tropas gubernamentales capturaron el castillo, alzando la bandera siria.
Tras la captura de Hosn y el castillo, el Ejército anunció su total control de la parte occidental de la Gobernación de Homs.

### Bajas
Según el grupo opositor OSDH, la batalla dejó un saldo de 12 combatientes rebeldes muertos, incluyendo a Abu Suleiman Dandashi, un comandante de la brigada yihadista Jund al-Sham de nacionalidad libanesa. Según fuentes militares, murieron entre 40 y 93 rebeldes mientras se retiraban, incluyendo al líder de Jund al-Sham, Jaled al-Mahmud. También murieron varios soldados.